# Castello Marchesale (Palazzo San Gervasio)
Das Castello Marchesale, auch Palatium Regium, ist eine Burg in der Gemeinde Palazzo San Gervasio in der italienischen Region Basilikata.
Sie stammt aus normannischer Zeit, wogegen ihr Umbau von Kaiser Friedrich II. projektiert und ausgeführt wurde. Dieser war nicht nur ein großer Heerführer und kluger und weiser Politiker, sondern auch ein fähiger Militäringenieur.

## Geschichte und Beschreibung
Der Bau der Anlage als „Palatium Regium“ (dt.: Königspalast) erfolgte um 1050; sie hatte zunächst einen quadratischen Grundriss, wie er für normannische Militärbauten typisch war, und zwei große Türme mit ebenfalls quadratischem Grundriss, die später zerstört wurden. Es gab dort auch vier Doppelfenster und ein Dreifachfenster in der Mitte, ähnlich wie bei einer Loggia, deren Umrisse man heute noch sehen kann, auch wenn sie vermauert wurden. In der Folge wurde die einfache Architektur vollständig verändert.
Die Burg diente anfangs den normannischen Herren als Wohnsitz auf dem Lande und den Staufern als Jagdschloss und zur Unterhaltung: ein komfortables Zuhause. Später war sie ein Ausguckposten und diente der Verteidigung des wald- und weidenreichen Territoriums gegen die Sarazenen, die auch im benachbarten Apulien umherstreiften, oder gegen die Byzantiner, die gegen die Normannen kämpften, die sie um jeden Preis ersetzen wollten, wie zeitgenössische Chronisten berichten.
Um die und neben der Burg wurden später Häuschen für das Dienstpersonal gebaut, die bald eine später „Santo Spirito“ (dt.: Heiliger Geist) genannte Siedlung bildeten. In deren Mitte gab es eine kleine Kirche, die vermutlich von lombardischen Gläubigen im Dienste der Normannen erbaut wurde (andernfalls wäre es nicht möglich, die Benennung der Kirche in Süditalien nach christlichen Märtyrern aus dem Norden zu erklären), aber seit dem Ende des 16. Jahrhunderts nicht mehr existiert. Sie wurde nach einem der frühchristlichen Märtyrer benannt, Gervasius, dem Zwillingsbruder des Protasius. Von ihr ist in zwei päpstlichen Bullen von Paschalis II. (1099–1118) die Rede. Die erste, im Lateran am 22. Mai 1103 datiert, erwähnt die Existenz der Kirche („Ecclesiam Sanctorum martyrum Gervasii et Protasii in Bandusino fonte apud Venusiam“), die zweite, in Albano am 16. Juni 1106 datiert, unterstellt sie dem Erzbischof von Acerenza. Kaiser Friedrich II. ließ die Burg umbauen, sodass sie hauptsächlich als Jagdschloss dienen konnte – die Jagd war das bevorzugte Hobby des Kaisers – und später wegen der der reichen Weiden als Ort zur Zucht einer Pferderasse, der sogenannten „Murgesi“, die damals sehr gefragt war, und besonders der arabischen Pferde, die Friedrich II. bevorzugte. In diesem Gestüt wurden auch unter der Aufsicht eines „Magister Aratiarum“ die Hengste ausgewählt, die während der prächtigen, kaiserlichen Prozessionen auffielen.
Aber die Burg wurde in der Zeit von Manfred von Sizilien (1232–1266), des unehelichen Sohnes von Friedrich II. und Bianca Lancia, stärker genutzt und wurde auch bekannter. Dieser weilte dort nach dem Sieg, den er in der Schlacht von Foggia 1255 errungen hatte, längere Zeit.
Tatsächlich zog sich der immer noch 23-Jährige Herrscher, nach dem vorgenannten Sieg über die päpstliche Armee unter dem Kommando des Kardinals von Santa Maria in Via Lata, Ottaviano Ubaldini, gebunden an Papst Alexander IV. (1254–1261) und damals fälschlicherweise in der öffentlichen Meinung als Verräter an der guelfischen Sache angesehen, da er nach der Niederlage von Foggia mit Manfred einen Vertrag geschlossen hatte, in dem er sich den Vorschlägen des Fürsten zum Nachteil der päpstlichen Sache hingab, mit seinem Gefolge in diese Burg zurück, um sich von den Strapazen des Krieges auszuruhen. Der Ort war wegen der Gesundheit seiner Luft und der Fülle an klarem, gesunden Wasser, sowie „venationibus delectabilem“ (dt.: wegen der herrlichen Spiele) – nach dem, was der Chronist Jamsilla schrieb – angenehm, aber inmitten des Vergnügens der Jagd auf Wildschweine, auf Hirsche und auf Damwild in der Kühle des nahen Waldes erkrankte der junge Herrscher („aliquantum aegrotavit“ – dt.: fühlte sich ziemlich krank), wahrscheinlich an Lungenentzündung und so sehr, dass er dem Tode nahe war.

## Bemerkungen
1. ↑  Die Logik der Angelegenheit lag aber darin, dass, wer verlor, sich den Vorschlägen des Siegers unter der Drohung der Wiederaufnahme der Feindseligkeiten, denen sich der Kardinal in diesem Moment in keiner Weise stellen konnte, unterwerfen musste.